# André Martin (militaire)
Pour les articles homonymes, voir André Martin et Martin.
André Martin, né le 27 février 1911 à Paris et mort le 21 mars 2001 dans la même ville, est un général d'armée aérienne français ayant exercé les fonctions de chef d'état-major des armées entre 1961 et 1962 et de chef d'état-major de l'Armée de l'air de 1963 à 1967.

## Décorations
- Grand-croix de la Légion d'honneur
- Air Medal (Etats-Unis)
- Distinguished Flying Cross (Royaume-Uni)

Il termine la Seconde Guerre mondiale avec 4 citations, est fait chevalier de la Légion d'honneur, reçoit l'Air Medal (États-Unis) et la Distinguished Flying Cross (Royaume-Uni).
Le général Martin est grand croix de la Légion d'honneur.